# Mamuka Mukhrani-batoni
Mamuka I (o Manushihr) fou el 15è príncep de Mukhran (Mukhrani-batoni) del 1734 al 1735.
Era fill d'Irakli Mukhrani-batoni.
Va deposar i expulsar el seu germà David II Mukhrani-batoni el 1734, i es va rebel·lar contra Pèrsia però va ser fet presoner i enviat com a ostatge a combatre a l'Afganistan el 1735. El va succeir Constantí III Mukhrani-batoni.
Es va escapar i es va refugiar a Rússia on va morir.